# László Zarándi
László Zarándi, né le 10 juin 1929 à Kiskunfélegyháza et mort le 14 août 2023, est un athlète hongrois, spécialiste du sprint.

## Carrière
László Zarándi remporte la médaille de bronze du relais 4 × 100 m lors des Jeux olympiques de 1952, à Helsinki, aux côtés de Géza Varasdi, György Csányi et Béla Goldoványi, l'équipe de Hongrie s'inclinant avec le temps de 40 s 5 face aux États-Unis et à l'URSS.
Cette même équipe s'adjuge le titre du relais 4 × 100 m des Championnats d'Europe de 1954 à Berne en 40 s 6 devant le Royaume-Uni et l'URSS.

### Palmarès
| Date | Compétition           | Lieu     | Résultat | Épreuve   |
| ---- | --------------------- | -------- | -------- | --------- |
| 1952 | Jeux olympiques       | Helsinki | 3e       | 4 × 100 m |
| 1954 | Championnats d'Europe | Berne    | 1er      | 4 × 100 m |

### Records
| Épreuve | Performance | Lieu | Date |
| ------- | ----------- | ---- | ---- |
| 100 m   | 10 s 7      |      | 1954 |